# 樹林鎮南宮
24°59′43″N 121°25′30″E / 24.995302°N 121.424989°E
樹林鎮南宮，是位於臺灣新北市樹林區的五年千歲王爺廟，為馬鳴山鎮安宮的分香廟。

## 沿革
建廟傳說是1945年中醫師許丕典在獄中受不了囚禁之苦，幾乎想厭世輕生，忽然夢到一名白髮白鬚的老人，帶他到一處種著綠柳的巍峨廟宇參拜，同時告訴他要忍耐因很快就能出獄。不久，許姓中醫師獲釋後，為了報恩在全台灣各處尋找夢中的廟宇，直至馬鳴山鎮安宮看見五年千歲中的盧千歲神像，才發現就是夢中老者相貌，便於1958年和樹林鎮內鄉親三十六人，依神示至馬鳴山叩請分靈分祀，於樹林博愛街草建廟宇。
初期，神像是供奉於樹林公有零售市場旁的樹林老街洋樓，一旁就是許丕典的元和堂蔘藥行。後一次香爐發爐，乩童抱著神像穿街走巷在田野中狂奔，最後放於一處菜園內，於是眾人決議在此建廟，於1963年底完工。廟佔地近千坪，今址為千歲街5號，樹林人常以「千歲廟」稱之。
何應欽曾常到此廟，廟埕右側的碑文就是他書寫鐫刻而成。

## 祭祀
五年千歲因十二位，廟方每五年輪替一次主祀。每年農曆五月與十月舉行聯合祀典與禮斗法會，而不一一慶祝各別的聖誕。
因廟地為《精靈寶可夢GO》道場，廟方為回饋信眾支持，自2017年每年中元祭祀推出捏麵版寶可夢作看牲並贈送信眾。之前2016年醮儀三朝禮斗大法會就已有傑尼龜、皮卡丘等角色出現其中。但看牲不會有龍，因被認為神明化身，無法作為供品進獻。對此以捏麵人來吸引孩童的方式，樹林區公所在2020年中元也表示支持，望鎮南宮未來能繼續籌辦。

## 外部連結
- 樹林鎮南宮的Facebook專頁